# Tamotsu Yatō
Tamotsu Yato (矢頭 保, Yatō Tamotsu, 1928(?) – mayo de 1973)  fue un fotógrafo japonés y actor ocasional, responsable y pionero del inicio de la fotografía homoerótica japonesa y de la creación de imágenes icónicas en blanco y negro del hombre japonés.

## Biografía
Yato nació en Nishinomiya en 1928 como Tamotsu Takeda. Era un fotógrafo autodidacta y a lo largo de su vida nunca formó parte de ninguna de las muchas organizaciones fotográficas en las que era habitual entrar en ese momento.
Durante su vida fue jornalero (vivía con trabajos de un día), así como trabajador del teatro Nichigeki.
Tamotsu Yato era amigo y colaborador del escritor Yukio Mishima y del crítico de cine Donald Richie, así como pareja romántica durante mucho tiempo de Meredith Weatherby, un expatriado americano editor y traductor de los trabajos de Mishima al inglés. Meredith, que era presidente de la editorial Weatherhill, compró a Yato su primera cámara, y sus amigos le enseñaron a utilizarla. Yato completó tres volúmenes fotográficos.

En el prefacio de su colección Otoko de 1972, Tamotsu Yato escribió: 

Cuando esos hombres jóvenes posan delante de mi cámara nunca encuentro en su desnudez la más ligera vulgaridad o grosería. En cambio, es un momento excitante que despierta en mi emociones parecidas a las que podría sentir en ver a un fruto fresco directo del árbol o una cámara nueva y cara aún en el mostrador de una tienda
— Tamotsu Yato, Otoko
Aunque el trabajo de Yato recibió una distribución pública bastante limitada, es ahora obra de culto con seguidores en la actualidad y ha sido reconocida como influencia significativa por un gran número de artistas que trabajan con la erótica masculina. Sadao Hasegawa remarca en sus Visiones del Paraíso: "Tamotsu Yato adquirió su fama por la creación del libro de fotografía Otoko. Fotografió Yukio Mishima, desnudo. Sus tópicos centrales: tradicional, musculoso, el poco sofisticado hombre de campo, mayormente extintos hoy en día. Otoko era valioso porque podías ver esos largos cuerpos, piernas robustas, pelo corto, mandíbulas cuadradas... Adiós, Nipones!"
Tamotsu Yatō murió mientras dormía en su apartamento en Takadanobaba debido a su condición cardíaca a la edad de 45. Después de su muerte, Meredith Weatherby llevó sus negativos a California. Más tarde llegaron a las manos de Fumio Mizuno, que aún los posee en la actualidad.

## Libros por Tamotsu Yato
- Taidō: Nihon Ningún bodibirudā-tachi (体道：日本のボディビルダーたち). Tokio: Weatherhill, 1966; versión inglesa: Young Samurai: Culturistas de Japón, Nueva York: Grove Press, 1967. Con una introducción de Yukio Mishima.
- Hadaka matsuri (裸祭り). Tokio: Bijutsu Shuppansha, 1969; versión inglesa: Naked festival: A Photo-Essay, New York/Tokyo: John Weatherhill, 1968. Con una introducción de Yukio Mishima y ensayos por Tatsuo Hagiwara, Mutsuro Takahashi, y Kozo Yamaji. Traducido y adaptado para lectores occidentales por Meredith Weatherby y Sachiko Teshima.
- Otoko: Photo-Studies of the Young Japanese Male, Los Angeles: Rho-Delta Press, 1972. Dedicado a la memoria de Yukio Mishima.